# 구사우치촌
구사우치촌(일본어: 草内村)은 일본 교토부 쓰즈키군에 설치되었던 촌이다. 현재의 교타나베시 남동부에 해당한다.